# Associació Esclat
Associació Esclat és una entitat sense ànim de lucre declarada d'utilitat pública, membre de les federacions APPS i ECOM, que té com a finalitat potenciar
al màxim el desenvolupament de les persones amb paràlisi cerebral i altres pluridiscapacitats, afavorir-ne l'acceptació familiar i social, i promoure serveis per a la seva integració al llarg de totes les etapes de la vida.
L'associació va néixer el 1977 al barri de les Corts com a iniciativa d'un grup de pares, però des del 1994 desenvolupa també la seva activitat al districte d'Horta-Guinardó, on gestiona tres centres de persones adultes: el centre ocupacional Esclat 2, el centre especial de treball Esclatec i el centre d'atenció diürna especialitzada Cades per a persones amb pluridiscapacitats greus. A més, el Club Esportiu Esclat promou la pràctica i la competició dels esports adaptats.
El centre ocupacional Esclat 2, sostingut amb fons públics, dona assistència a persones amb paràlisi cerebral majors de 16 anys i suposa una alternativa real i qualitativament eficaç per a la integració laboral d'aquests joves. Esclatec és un centre especial de treball amb productes propis patentats per la mateixa entitat que dona feina a 13 persones amb una discapacitat greu i que s'ha convertit en un referent a Catalunya perquè disposa d'una unitat de recerca, desenvolupament i innovació (R+D+i) que dissenya productes de tecnologies de suport a l'autonomia de les persones amb discapacitat i la indústria en general.
El centre manté un conveni de col·laboració amb la Universitat Politècnica de Catalunya des que es creà el 1999. A més dels centres i serveis, l'Associació Esclat disposa d'un Servei de Suport Familiar adreçat a les famílies amb persones amb discapacitat que demanin ajut psicològic i edita trimestralment una revista sobre aquest col·lectiu.
Tots els seus centres participen en projectes europeus i transnacionals i reben visites contínuament, per la qual cosa l'entitat ha adquirit també prestigi fora de Catalunya. Els projectes immediats són el trasllat de la seu i del centre Esclat a un nou edifici i la creació i posada en marxa d'una residència amb serveis totalment innovadora. El 2006 va rebre la Medalla d'Honor de Barcelona.